# گورنگا ستودنا
گورنگا ستودنا (به صربی: Gornja Studena) یک منطقهٔ مسکونی در صربستان است که در Niška Banja واقع شده‌است.